# NGC 759
NGC 759 je galaxie v souhvězdí Andromedy. Její zdánlivá jasnost je 12,8m a úhlová velikost 1,4′ × 1,4′. Je vzdálená 215 milionů světelných let, je považována za člena kupy galaxií Abell 262. Galaxie má průměr 85 000 světelných let. Galaxii objevil 17. září 1865 Heinrich d’Arrest.